# Parafia św. Ojca Pio w Warszawie (Ursynów)
Parafia św. Ojca Pio w Warszawie – parafia rzymskokatolicka należąca do dekanatu ursynowskiego, archidiecezji warszawskiej, metropolii warszawskiej Kościoła katolickiego. Jest jedną z dwóch parafii pod tym wezwaniem w Warszawie. W parafii posługują również siostry salwatorianki.

## Historia
Została erygowana 8 grudnia 1999 r. przez prymasa Józefa Glempa. Pierwszym proboszczem parafii został ks. kanonik Ignacy Dziewiątkowski (funkcję pełnił od 1999 r. do swojej śmierci w 2025 r.). 31 sierpnia 2000 r. rozpoczęto budowę domu parafialnego z dużą kaplicą, w której w latach 2002–2017 odprawiane były wszystkie msze święte, a od 2017 r. tylko te dziecięce. 
W połowie 2006 r. rozpoczęto budowę trzynawowego kościoła – inwestycję rozpoczął deweloper Edbud, po jego upadku stawianie świątyni dokończyła społeczność parafialna. Pierwsza msza święta w nowym kościele odbyła się w dniu odpustu parafialnego 24 września 2017 r. Został poświęcony przez kardynała Kazimierza Nycza 1 października 2017 r..

## Proboszczowie
- ks. kanonik Ignacy Dziewiątkowski (1999–2025), budowniczy kościoła[3]
- ks. prałat dr Marek Szymula (od 15 lutego 2025)[6]